# 小行星2342
小行星2342（2342 Lebedev）是一颗围绕太阳公转的小行星。1968年10月22日，塔瑪拉·斯米爾諾娃在克里米亚发现了此天体。
該小行星以俄羅斯戰爭英雄尼古拉·列別德夫（Nikolai Lebedev）命名。
这颗小行星的绝对星等为213.498804006378等。